# Schwarzer Birkenblattroller

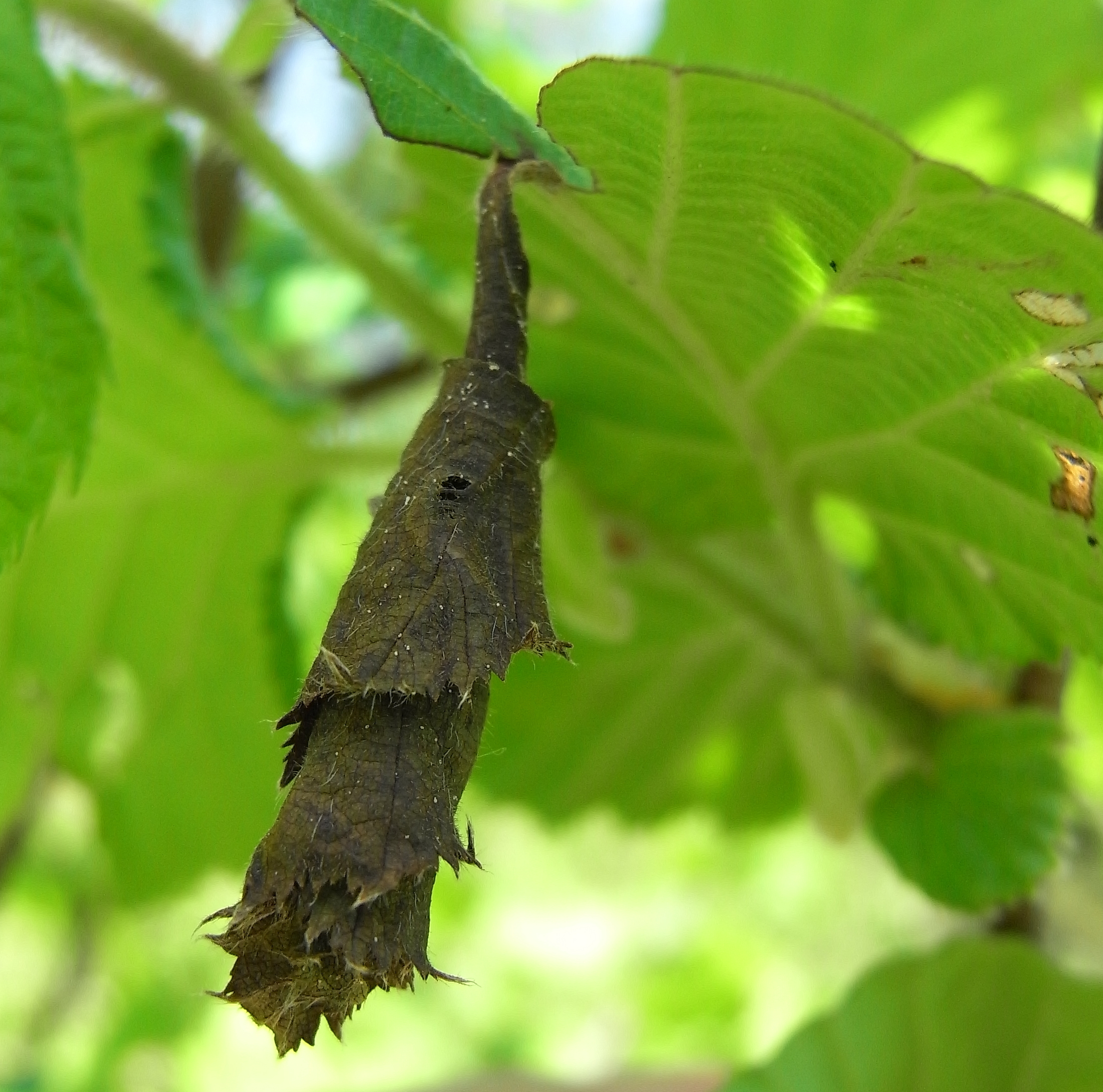
Blattwickel des Käfers an Hasel

Der Schwarze Birkenblattroller (Deporaus betulae) ist ein Käfer aus der Familie der Blattroller (Attelabidae), Unterfamilie Triebstecher (Rhynchitinae).

## Merkmale
Schwarze Birkenblattroller erreichen eine Körpergröße von 2,5 bis vier Millimeter.  Der gesamte Chitin-Panzer glänzt schwarz. Die Flügeldecken sind breiter als Thorax und Kopf. An Letzterem ist deutlich eine Art Rüssel zu erkennen. Die Oberseite ist leicht behaart. Auf den Flügeldecken befindet sich eine Anzahl von Längsreihen aus Punkten. Die sehr kräftigen Hinterbeine sind bei den Männchen etwas verdickt. Die mittellangen Fühler verdicken sich am Ende zu einer Keule.

### Synonyme
Folgende Synonyme finden sich in der Literatur:
- Attelabus betulae Linnaeus, 1758 – ursprüngliche Namenskombination
- Curculio fuliginosus Gmelin, 1790
- Curculio nigrostriatus Goeze, 1777
- Rhinomacer niger Geoffroy, 1785
- Deporaus populi Scopoli.[2]
- Deporaus fagi Scopoli.[2]

## Vorkommen
Die Käfer sind in Europa weit verbreitet. Sie bewohnen verschiedene Lebensräume, obligatorisch ist allein das Vorkommen von Birken. Sie sind in Eurasien verbreitet, ebenso auf den Britischen Inseln und in Nordafrika.

## Lebensweise
Die Käfer ernähren sich vor allem von Birkenblättern, verschmähen aber auch Erlen und andere Laubbäume nicht. Vor der Paarung finden erbitterte Kämpfe der Männchen um die Weibchen statt. Hinterher schneidet das Weibchen eine s-förmige Rille in ein Blatt, die Mittelrippe bleibt dabei unberührt. Dann rollt es das Blatt zusammen, so dass eine Art Tüte entsteht. In diese werden ein bis sechs Eier gelegt. Die Larven leben zunächst in dem Blatt, bis es vollkommen verwelkt ist und zu Boden fällt. Sie verlassen es dann und verpuppen sich im Boden. Aus der Puppe schlüpft der fertige Käfer, der von April bis Juni angetroffen werden kann.

## Gefährdung
Die Art gilt in Deutschland als ungefährdet.